# Červenání

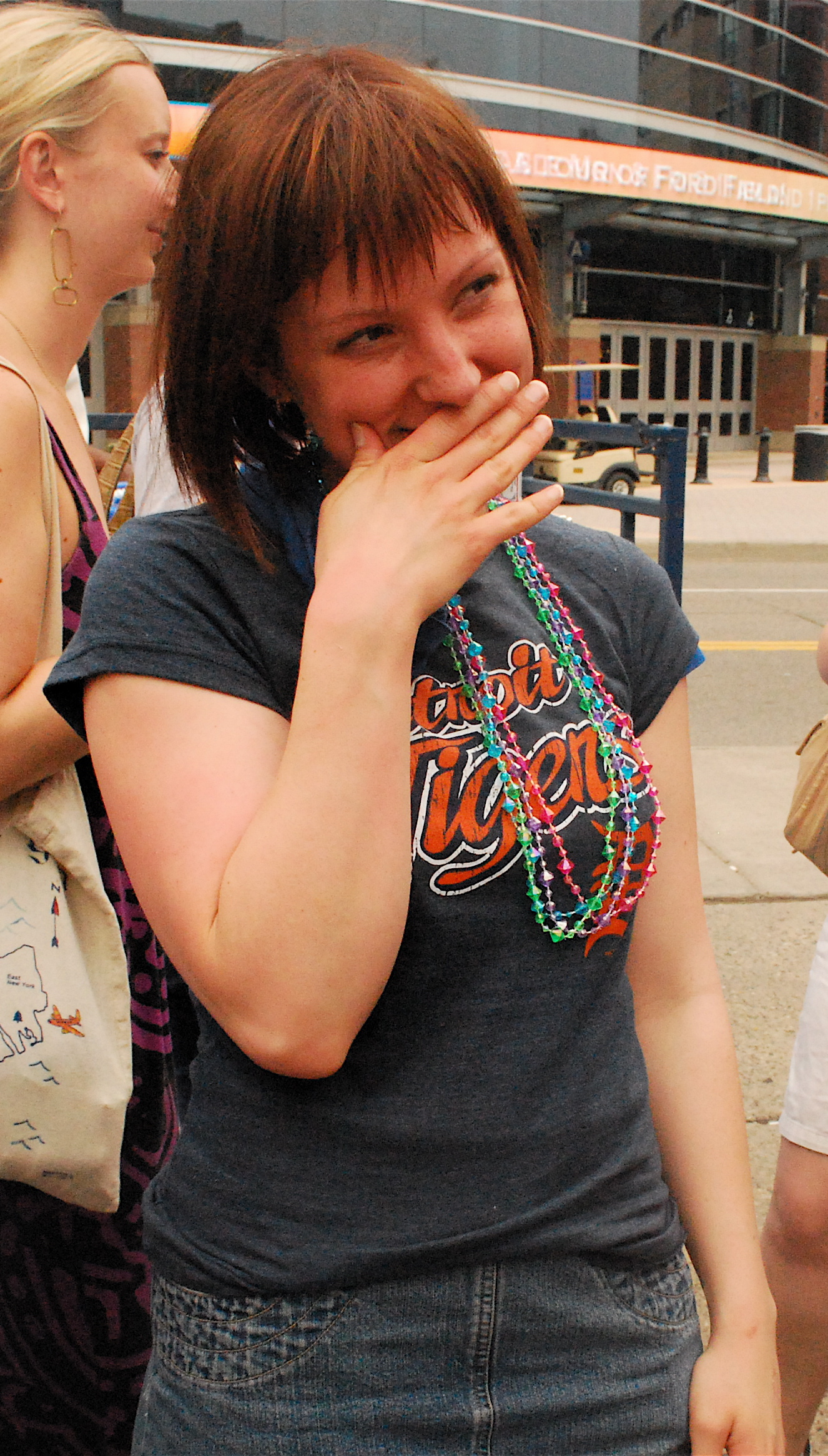
Žena, která se červená a zakrývá si přitom obličej.

Červenání je zarudnutí obličeje způsobené psychologickými příčinami. Obvykle jde o mimovolní reakci, která je vyvolána emočním stresem souvisejícím s vášní, studem, plachostí, strachem, hněvem nebo vzrušením. Výrazné a časté červenání je rovněž typické pro osoby trpící sociální úzkostí, při které jedinec zažívá silnou a přetrvávající úzkost při společenských situacích. Červenání mohou ale také vyvolat alergické reakce nebo užívání hormonální antikoncepce.

## Fyziologie červenání
Červenání je zarudnutí tváří a čela způsobené zvýšeným průtokem krve vlásečicemi v kožních cévách. Tento jev může zasahovat také uši, krk a horní část hrudníku, označovanou jako tzv. oblast červenání. Existují důkazy, že oblast červenání se anatomicky odlišuje od ostatních částí kůže. Například kožní povrch obličeje obsahuje více kapilárních kliček na jednotku plochy a obecně i větší hustotu cév v objemu tkáně než jiné oblasti těla. Cévy v oblasti tváří mají navíc větší průměr, jsou blíže k povrchu kůže a jejich viditelnost je méně tlumena tkáňovým mokem.